# Brahma marha

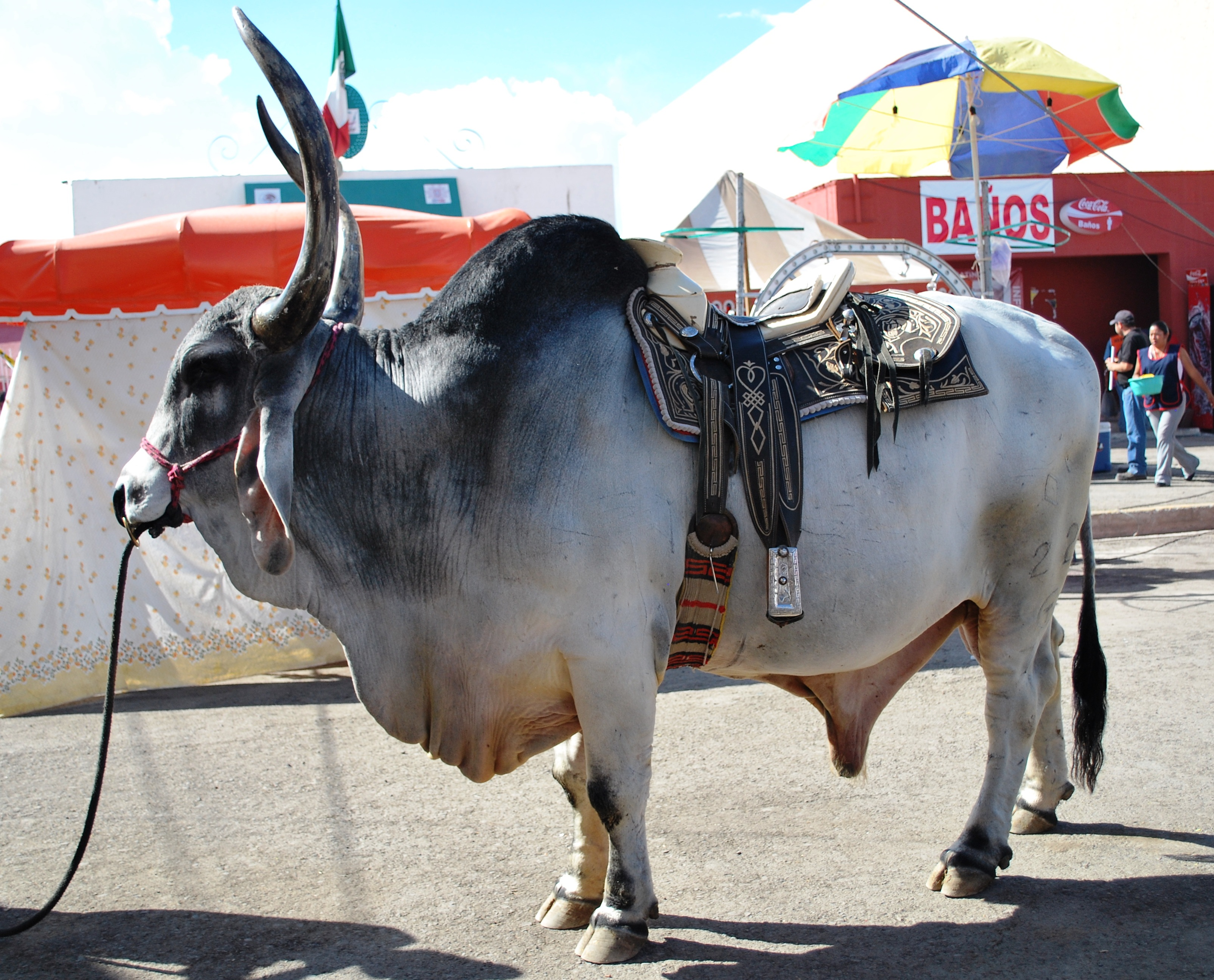
Felnyergelt Brahma bika

A Brahma marha a zebu (Bos taurus indicus) ázsiai ágának egyik fajtája. Neve ellenére, nem Indiában tenyésztették ki, hanem az Amerikai Egyesült Államokban; bár ezt a fajtát tényleg négy indiai zebufajta keresztezéséből hozták létre: Kankrej marha, Guzerat marha, Gyr marha és Ongole marha.

## Története és használata
Ezt a zebufajtát 1854 és 1926 között tenyésztették ki a fent említett négy indiai származású zebu marhából. Az új marha előállításához 266 bikát és 22 tehenet használtak. Azóta nagy számban tenyésztik a következő országokban: Argentína, Brazília, Paraguay, USA, Kolumbia és Ausztrália. Kisebb számban a világ más részein is előfordul.
A kora 20. századtól errefelé egyéb ázsiai, illetve európai származású szarvasmarhákkal is keresztezték, mint például: a Nelore marhával, a Krisna-völgyi marhával, a rövidszarvú marhával stb.; létrehozva a Santa Gertrudis marhát, a Brangust, a Beefmastert és a Simbraht.
A Brahma marha igen jól tűri a trópusi hőséget. Vastag bőre ellenáll a legtöbb rovar csípésének. A tehenek akár 15 évesen és annál idősebb korban is kihordják a borjaikat. Élettartama hosszabb, mint sok más szarvasmarhájé.
Kategória szerint a húsfajta szarvasmarhákhoz tartozik. Ománban és az Egyesült Arab Emírségekhez tartozó Fudzsejrában ezt a zebufajtát a bikaviadalokon is használják. Összeeresztenek két bikát, amelyek addig ütik egymás fej, míg egyikük össze nem esik vagy teret ad a nyertesnek. Az ilyen viadalbikákat tejjel és mézzel etetik, hogy erősek legyenek.
Az USA-ban és Mexikóban a Brahma marha bikákat, gyakran a rodeókon is felhasználják.

## Képek

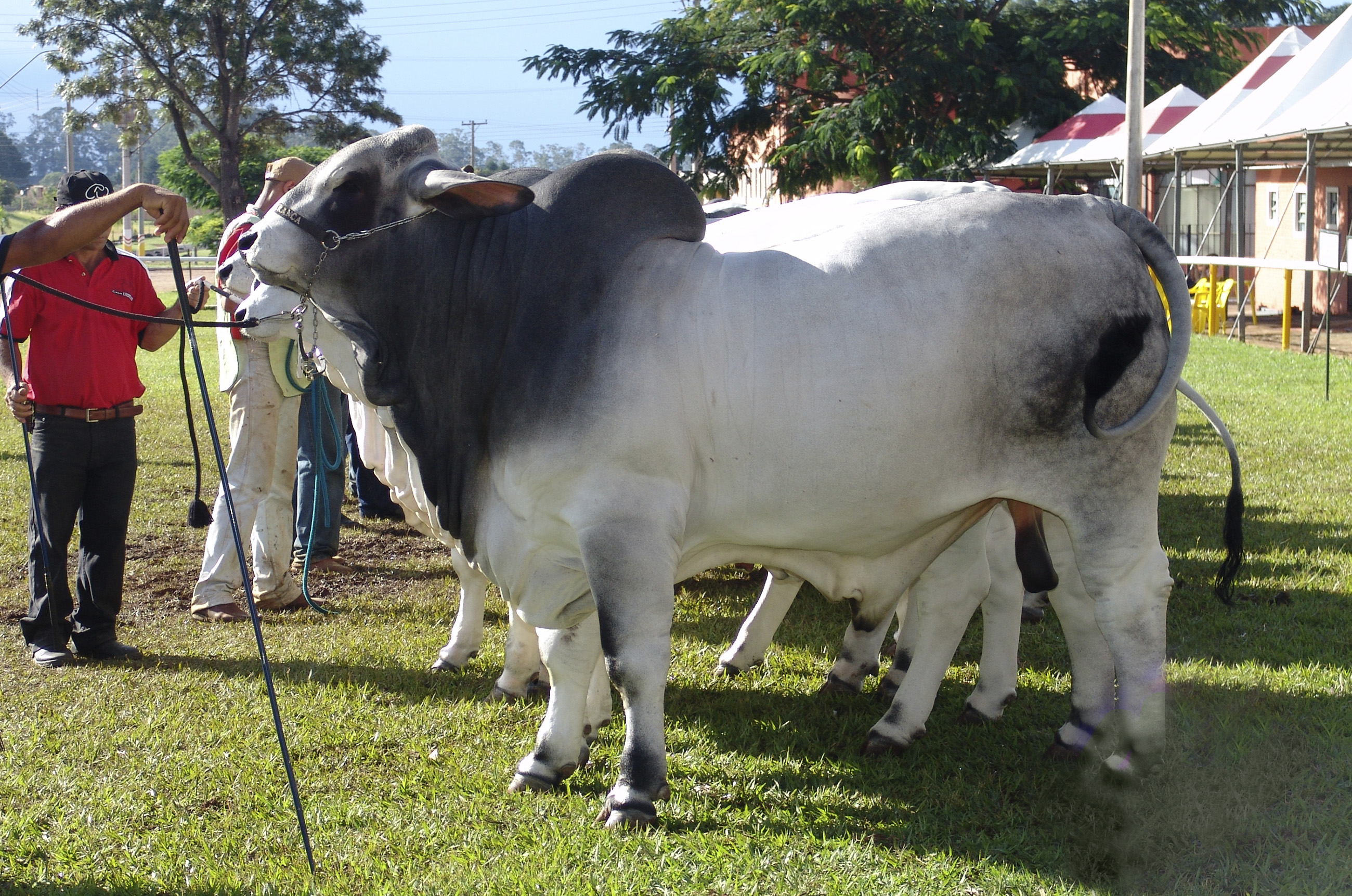
Kifejlett bikák
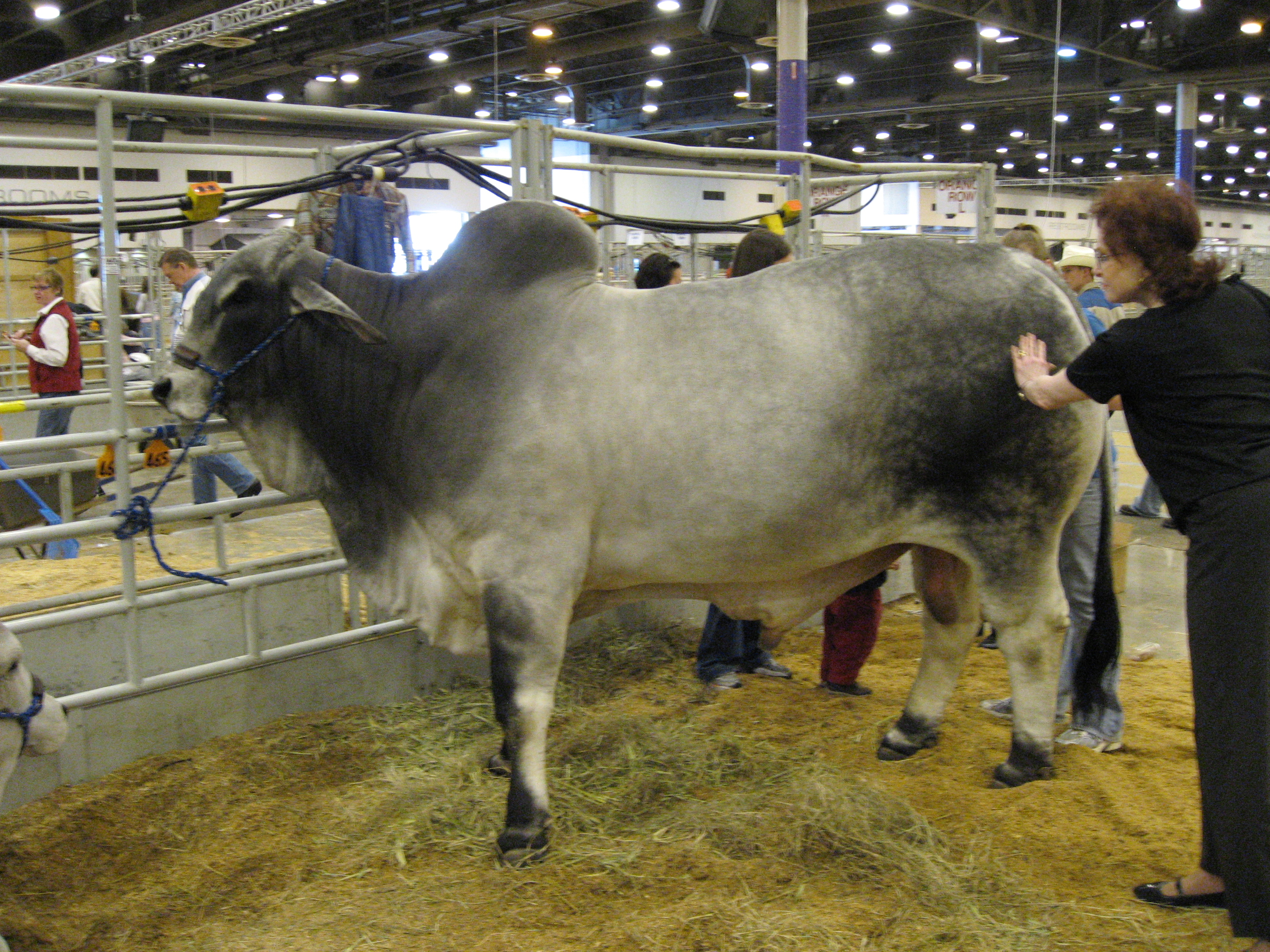
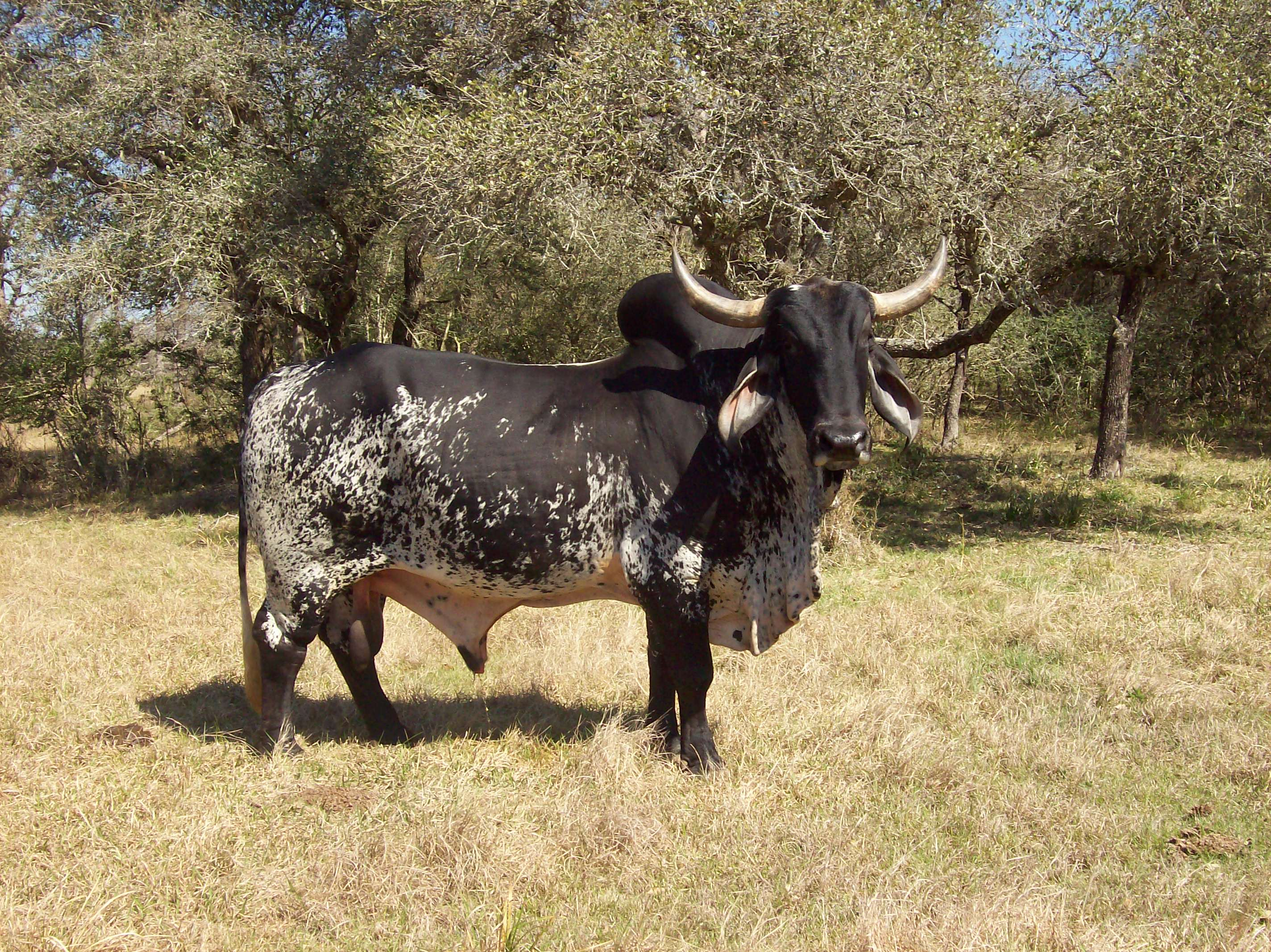
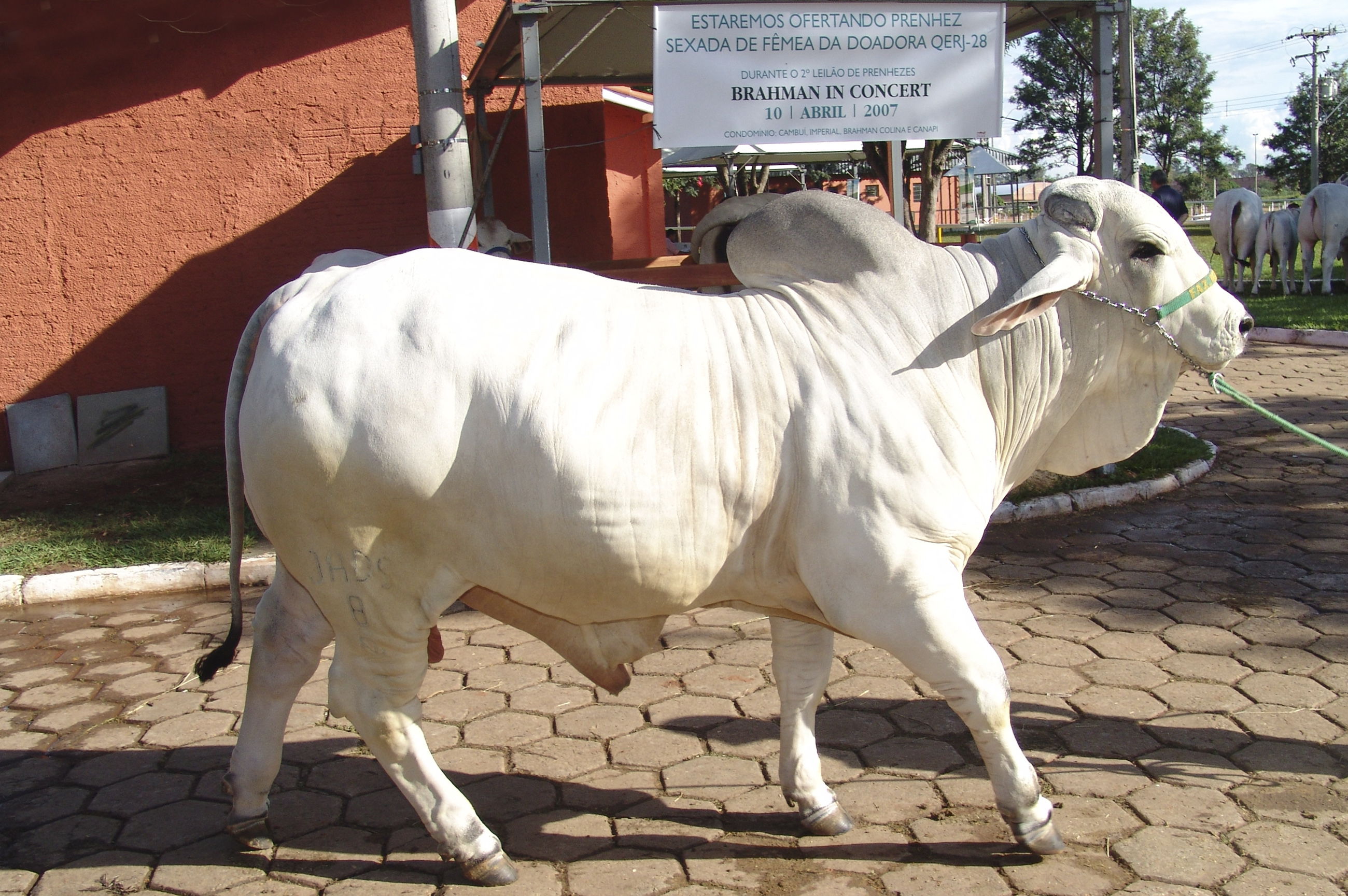
Fiatal bika
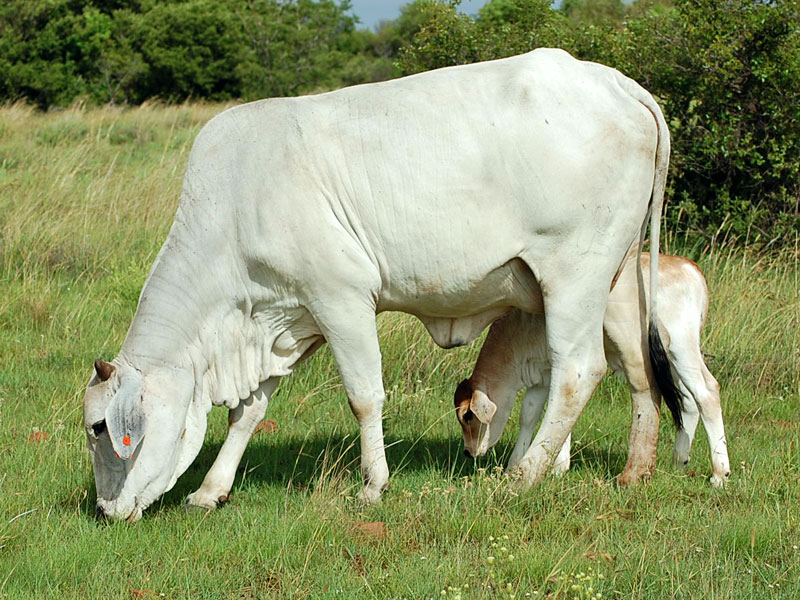
Tehenek
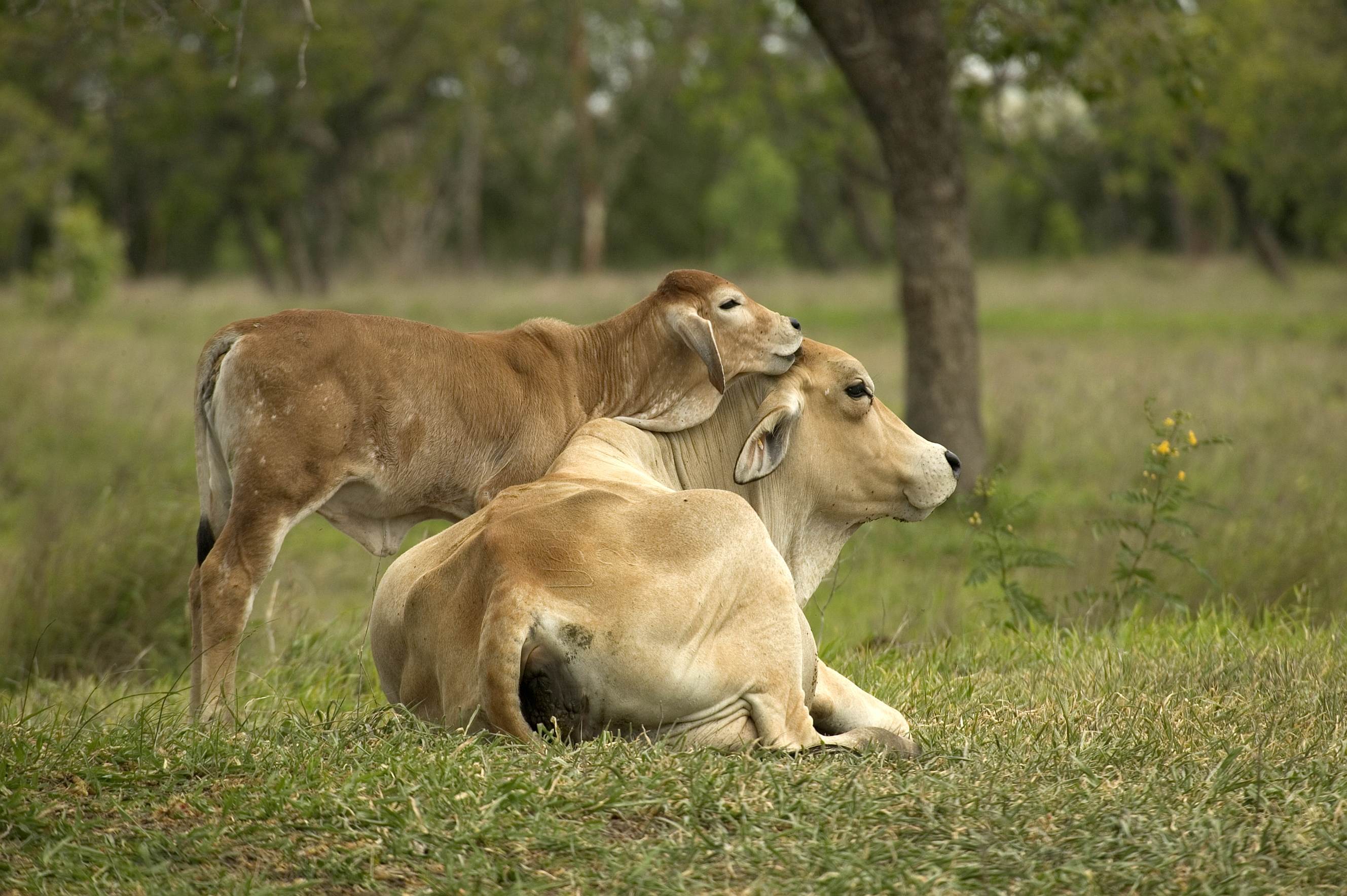
borjaikkal
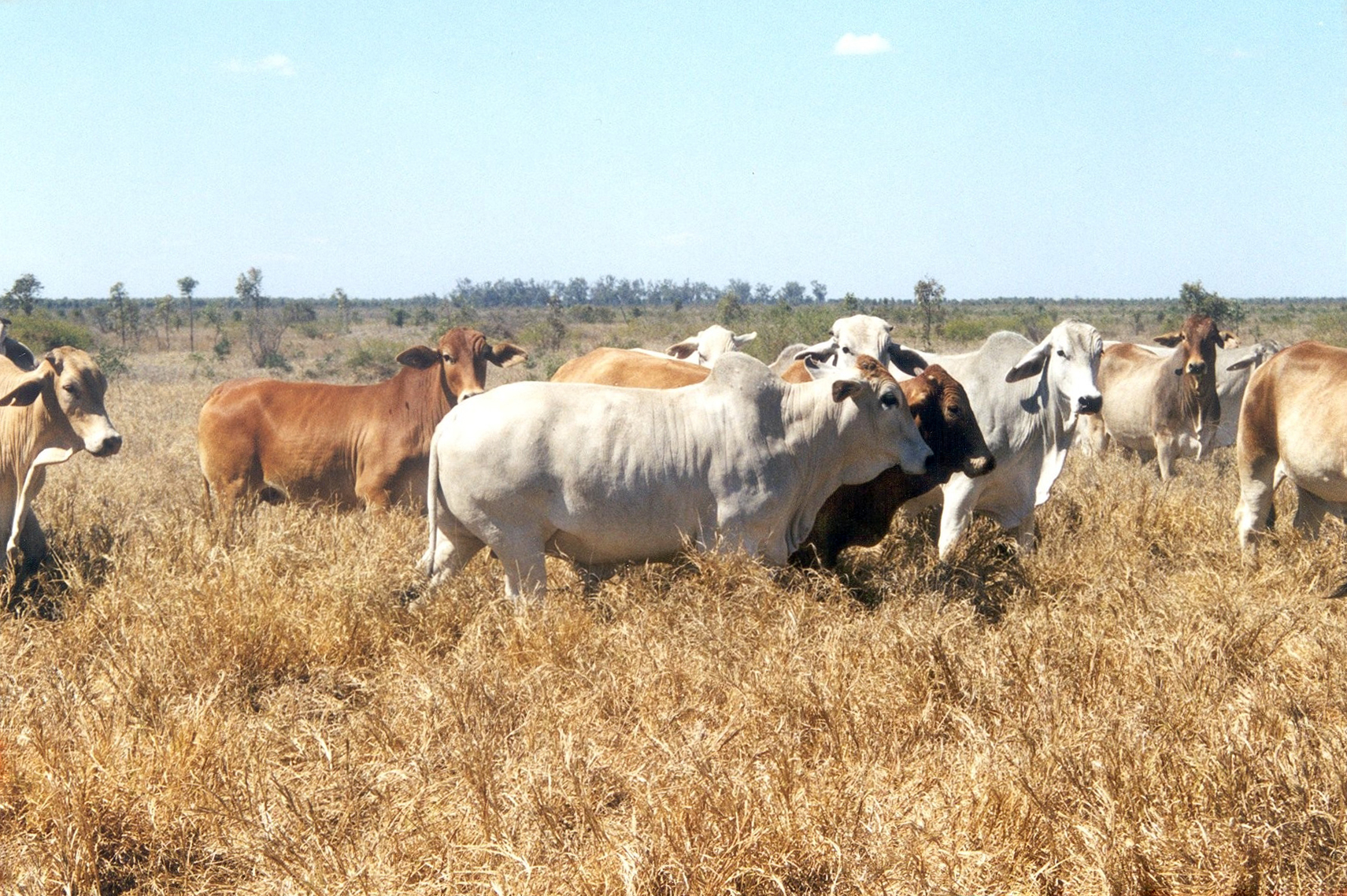
Csordában
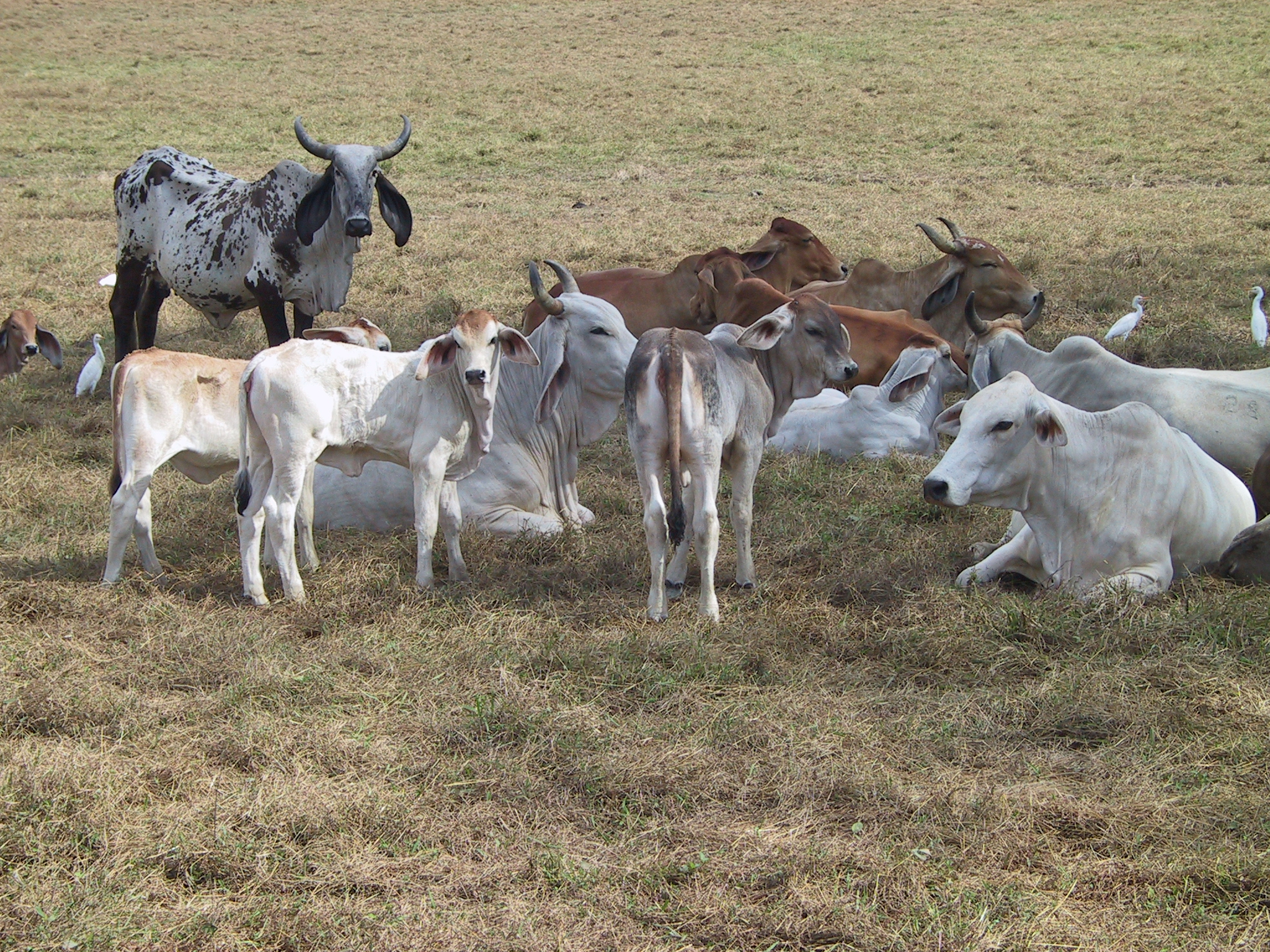
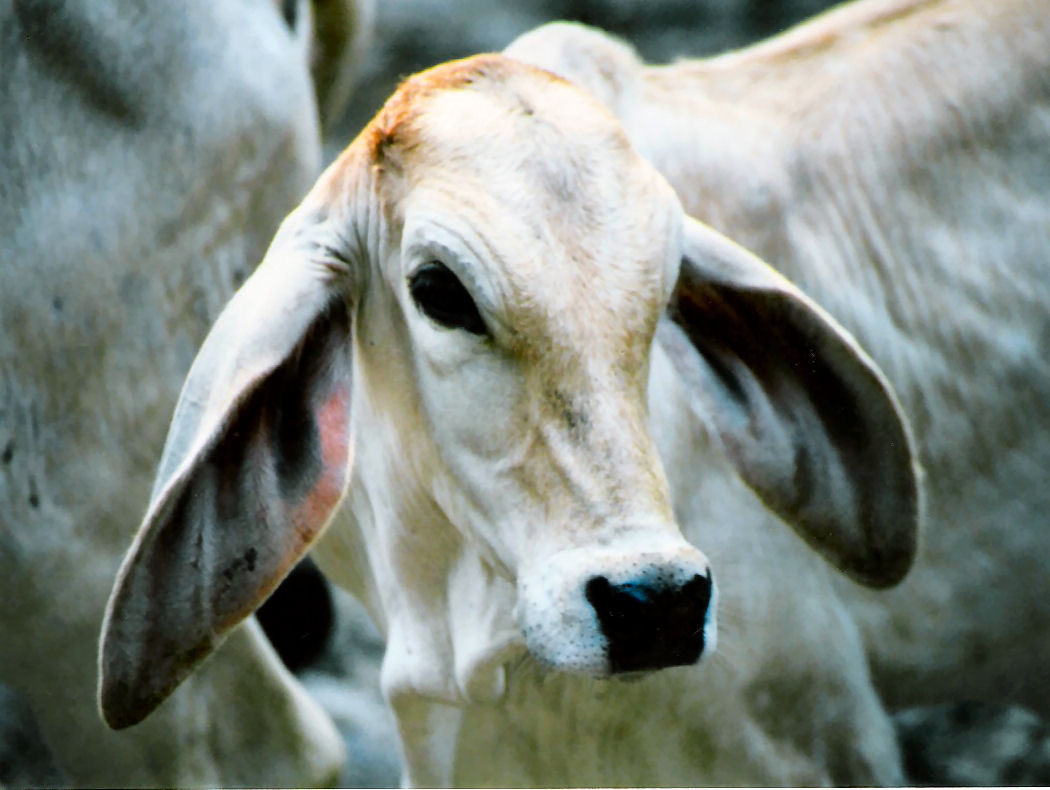
Bocifej

## Fordítás
- Ez a szócikk részben vagy egészben  a   Brahman (cattle) című angol Wikipédia-szócikk ezen változatának fordításán alapul.  Az eredeti cikk szerkesztőit annak laptörténete sorolja fel. Ez a jelzés csupán a megfogalmazás eredetét és a szerzői jogokat jelzi, nem szolgál a cikkben szereplő információk forrásmegjelöléseként.